# Radicipes challengeri
Radicipes challengeri är en korallart som först beskrevs av Wright 1885.  Radicipes challengeri ingår i släktet Radicipes och familjen Chrysogorgiidae. Inga underarter finns listade i Catalogue of Life.